# Gesellschaft für Interlinguistik
Die Gesellschaft für Interlinguistik e.V. (GIL) ist eine 1991 in Berlin gegründete wissenschaftliche Gesellschaft, die sich mit den verschiedenen Aspekten der internationalen sprachlichen Kommunikation befasst - mit sprachpolitischen, linguistischen, ökonomischen, kulturellen, historischen, juristischen und informationstechnischen. Sie folgt also einem weit gefassten Verständnis der Interlinguistik, wobei Plansprachen und Esperantologie einen Schwerpunkt bilden. Langjähriger Vorsitzender war Detlev Blanke. Seit November 2011 ist Sabine Fiedler Vorsitzende der Gesellschaft, die derzeit etwa 65 Mitglieder in etwa 10 Ländern hat, vorwiegend Sprachwissenschaftler.

## Aktivitäten
Zu den Aktivitäten der GIL gehören die Durchführung von Jahrestagungen sowie die Veröffentlichung der dort gehaltenen Vorträge in den Tagungsakten, die Förderung von interlinguistischen Lehrveranstaltungen an Universitäten und Hochschulen, Unterstützung von Vorträgen und Veröffentlichungen der Mitglieder und die Zusammenarbeit mit ähnlich interessierten Institutionen und Fachkollegen.

### Jahrestagungen
Das weit gefasste Interlinguistik-Verständnis der GIL spiegelt sich in den Vorträgen wider, die bei den seit 1992 alljährlich im Herbst in Berlin stattfindenden Jahrestagungen (Ausnahme 1992 Bad Saarow) gehalten werden. Seit 1993 hat jede Jahrestagung ihr Schwerpunktthema.

Viele Vorträge betreffen esperantologische Themen.
Beispiele: Wera Blanke: Zum aktuellen Stand des Terminologischen Esperanto-Zentrums (1992) / Claus J. Günkel: Computerinterlinguistik und die Axiomatisierung der Esperanto-Grammatik (1994) / Sabine Fiedler: Zur Phraseologie im Enzyklopädischen Wörterbuch Esperanto-Deutsch von Eugen Wüster (1998) / Toon Witkam: Automatische Morphemanalyse in Esperanto macht Komposita besser lesbar auf dem Bildschirm (2006) / Gunnar Fischer: Esperanto-Musik - Teil der Kultur der Esperanto-Sprachgemeinschaft (2006) / Fritz Wollenberg: 100 Jahre Esperanto in Berlin: Historiografische und interlinguistische Fakten in einer neuen Veröffentlichung (2006) / Ulrich Lins: Der Spanische Bürgerkrieg und das Esperanto (2006) / Kristin Tytgat: Eine Sprache, viele Kulturen: Interkulturelle Kommunikation auf Esperanto (2014) / Cyril Robert Brosch: Neue sexusneutrale Personenbezeichnungen im Esperanto und darüber hinaus (2020)
Weiterhin geht es um andere Plansprachen und um Plansprachenwissenschaft insgesamt. Auch das weite Feld der Conlangs spielt eine Rolle.
Beispiele: Cornelia Mannewitz: Zur Rolle von Kunstsprachen in Gesellschaftsutopien (1996) / Tazio Carlevaro: Apprender Interlingua, gehalten in Interlingua (1997) / Günter Anton: Über die Struktur und Entwicklung des Ido im Vergleich zum Esperanto (2000) / Klaus Schubert: Plansprachen und internationale Fachkommunikation (2002) / Otto Back: Babylonische Türme. Plansprachen in ihren Beziehungen untereinander und im Verhältnis zu ethnischen Sprachen (2004) / Velimir Piškorec: Von Volapük zu Spelin. Zum Leben und Werk des kroatischen Plansprachlers Juraj (Georg) Bauer (1848–1900) (2009) / Robert Matthiesen: Giuseppe Peano (1858–1932) und Latino sine flexione (2009) / Sabine Fiedler: Literarische Spracherfindungen aus interlinguistischer Sicht: die englischsprachigen Autoren J. Swift, G. Orwell und J.R.R. Tolkien und ihre fiktionalen Sprachen (2010) / Marek Blahuš: Toki Pona - eine minimalistische Plansprache (2010) / James McElvenny: Ogdens Theorie der Semiotik und ihre Anwendung in Basic English (2010) / Heiner Eichner: Die Kunstsprache der Hildegardis von Bingen: Konzeption und Zweck (2010) / Cyril Brosch: Die Haltung der Indogermanistik zur Plansprachenfrage (2012) / Bernhard Tuider: Die Sammlung für Plansprachen und das Esperantomuseum in Wien (2014) / Anna-Maria Meyer: Slavische Plansprachen (2015) / Mira Sarikaya: Universalsprache bei Leibniz und der logische Aufbau der Welt (2017) / Martin Haase: Jenseits des Globalen – Zur Typologie des Klingonischen (2018) / Věra Barandovská-Frank: Conlangers in analogen und digitalen Medien. Eine wichtige Informationsquelle für die Interlinguistik (2020).
Vorträge zu Ehnosprachen im internationalen Gebrauch und Sprachplanung in Ethnosprachen stehen immer wieder auf dem Programm.
Beispiele: Johannes Irmscher: Griechisch als internationale Sprache (1993) / Věra Barandovská-Frank: Der neueste Stand der Lateinbewegung: Bericht über den Latinisten-Weltkongress (1997) / Vitalij G. Kostomarov: Das Russische als internationale Verkehrssprache (1997) / Seán Ó Riain: Sprachplanung in Irland (2001) / Sabine Fiedler: "English as a Lingua Franca" (Zum Modell eines nichtmuttersprachlichen Englisch im Vergleich zum Esperanto) (2004) / Kristin Tytgat: Brüssel, die Hauptstadt Belgiens: eine offiziell zweisprachige, aber in der Realität mehrsprachige Stadt (2013) / Michał Kozicki: Planung der amharischen Sprache (2016) / Věra Barandovská-Frank: Globalisierung des Französischen (von der internationalen Sprache zum Franglais) (2018) / Cornelia Mannewitz: Suržyk: ukrainisch-russische Mischsprache (2018)
Auch sprachpolitische, ökonomische, juristische und weitere Aspekte der Linguistik werden in Vorträgen thematisiert.
Beispiele: Sabine Fiedler: Die pädagogische Rezension im Englischen und im Esperanto (1992) / Werner Bormann: Wie „korrekt“ muss eine Sprache sein? Fragen eines Juristen an Linguisten (1993) / Detlev Blanke: Plansprachen und Europäische Sprachenpolitik (1999) / Oxana Bourkina: Soziolinguistische Parameter der modernen Normaussprache des Esperanto (2002) / Wim Jansen: Das Niederländische im Kontext der europäischen Sprachenpolitik (2005) / Vít Dovalil: Sprachenpolitik in der Tschechischen Republik (unter besonderer Berücksichtigung der Beziehungen zur EU und zum Europarat) (2005) / Bengt-Arne Wickström: Ökonomische Aspekte der individuellen und gesellschaftlichen Mehrsprachigkeit (2008) / Seán Ó Riain Plattform der Zivilgesellschaft zur Förderung der Mehrsprachigkeit - eine Gelegenheit für mehr Sprachgerechtigkeit? (2010) / Velimir Piškorec: Inter- und Ökolinguistik im Vergleich: Ansätze, Traditionen, Schnittstellen (2012) / László Marácz: Einige Gedanken über Geopolitik und Linguæ Francæ im 21. Jahrhundert (2013) / Michele Gazzola: Sprachen und Arbeitsmarkt (2017) / Ulrich Ammon: Die heutige globale Sprachenkonstellation: sprachenpolitische Aspekte mit Blick vor allem auf die deutsche Sprache und auf Esperanto (2018) / Ilona Koutny: Globalisierung – internationale Kultur – internationale Sprachen (2018)

### Beziehungen zu anderen sprachwissenschaftlich orientierten Vereinen
Auf Veranstaltungen anderer sprachwissenschaftlich orientierter Vereine sind GIL-Mitglieder mit ihren speziellen Themen präsent, z. B. Sabine Fiedler und Detlev Blanke schon auf der Jahrestagung der Gesellschaft für Angewandte Linguistik (GAL) 1994 in Trier, Otto Back, Heiner Eichner und andere GIL-Mitglieder auf der Jahrestagung der Deutschen Gesellschaft für Sprachwissenschaft (DGfS) 1995 in Göttingen.
Ihre Zusammenarbeit mit dem Verein zur Förderung sprachwissenschaftlicher Studien e. V. (VFsS) beginnt die GIL auf einer gemeinsamen Jahrestagung mit dem Rahmenthema Sprachenpolitik in Europa 1999 in Berlin.
Auf internationalen Kongressen und Konferenzen sind GIL-Mitglieder mit interlinguistischen Themen vertreten, so Michele Gazzola beim ersten Weltkongress über Sprachrechte 2015 in Teramo/Italien mit dem Thema Multilingualism and linguistic justice in the European Union, Mira Sarikaya 2019 auf der Australasian Postgraduate Philosophy Conference (Sidney, digital) mit dem Vortrag Leibniz’ Dream of a Lingua Characteristica and how to draw a language. und Bernhard Tuider 2020 bei der Online-Konferenz Universalsprachen, Kunstsprachen, Plansprachen: Träume und Utopien von einer Welt ohne Übersetzung mit einem Vortrag über das Esperantomuseum und die Sammlung für Plansprachen an der österreichischen Nationalbibliothek.

### Wirken an Universitäten und Hochschulen
Lehrveranstaltungen an Universitäten und Hochschulen zur Interlinguistik werden durch GIL-Mitglieder angeregt bzw. selbst geleitet. Beispiele sind die Lehrveranstaltungen an der Leipziger Universität im Wintersemester 2019/20 zum Thema Internationale sprachliche Kommunikation – Herausforderungen für Politik und Gesellschaft, geleitet durch Sabine Fiedler, das 2020 auf Initiative von Kristin Tytgat an der Freien Universität Brüssel veranstaltete Seminar zu Interlinguistik und Plansprachen, das Seminar Sprachsoziologie und die Vorlesung Sprache und Gesellschaft in Mitteleuropa 2020 an der Sophia-Universität in Tokio, bei denen Goro Christoph Kimura Möglichkeiten der interlingualen Kommunikation behandelt und die fakultative Lehrveranstaltung Plansprachen an der Universität Zagreb, in den Wintersemestern 2019/20 und 2020/21 geleitet von Velimir Piškorec.
Ein Beispiel für die Zusammenarbeit von GIL-Mitgliedern verschiedener Universitäten bei Forschungsprojekten (Sabine Fiedler / Cyril Brosch / Bengt-Arne Wickström / Michele Gazzola) ist das EU-geförderte Projekt Mobility and Inclusion in Multilingual Europe (MIME).

### Veröffentlichungen

#### Tagungsakten
Seit 1996 gibt die GIL alljährlich jeweils die Tagungsakten mit den Beiträgen heraus, die im Jahr davor auf ihrer Jahrestagung gehalten wurden. Sie erschienen von 1996 bis 2016 als Beihefte der Zeitschrift Interlinguistische Informationen. Mitteilungsblatt der Gesellschaft für Interlinguistik e.V. im Format A4 in Berlin. Redakteure waren Ulrich Becker (1996–1999), Detlev Blanke (2001–2008), Sabine Fiedler (2009–2011), Cyrill Brosch und Sabine Fiedler (2012–2016).
Insgesamt erschienen 24 Beihefte, davon 22 mit den Tagungsakten und zusätzlich im Beiheft 3 Eine Sprache für die Wissenschaft die Materialien des Öffentlichen Interlinguistik-Gedenkkolloquiums für Wilhelm Ostwald 1996 an der Humboldt-Universität zu Berlin und als Beiheft Sondernummer Indexe der IntI-Beihefte mit den Personen- und Themenindexen der Beihefte 1–22 (1996–2015).
Seit 2017 werden die Tagungsakten der GIL in Jahrbüchern veröffentlicht. Das Jahrbuch von 2017 enthält Beiträge der 26. Jahrestagung der GIL, darüber hinaus aber auch weitere interlinguistisch relevante Texte, beispielsweise von Klaus Schubert und Nicolina Trunte.
Einige Beiträge erschienen in der gesonderten Publikation Flucht, Exil, Migration. Sprachliche Herausforderungen. Auch diese Publikation enthält weitere Texte zum Thema, z. B. von Humphrey Tonkin.

#### Interlinguistische Informationen (IntI)
Von 1991 bis 2016 gab die GIL vierteljährlich das Bulletin Interlinguistische Informationen im Format A 5 heraus, teilweise auch als Doppelnummern. Es erschienen Nummer 1–100, wobei die Nummer 100 ein Personenregister für alle Hefte enthält, zusammengestellt von Ino Kolbe (Leipzig) und Till Dahlenburg (Brüel).
Redakteur der Hefte 1–99 war Detlev Blanke. Nr. 100 wurde von Cyrill Brosch und Sabine Fiedler herausgegeben.
In der Zeitschrift wurde über interlinguistische Aktivitäten weltweit, mit dem Schwerpunkt Europa berichtet, natürlich umfangreich über die Tätigkeit der GIL und ihrer Mitglieder. Bibliografische Angaben zur Interlinguistik nehmen einen breiten Raum ein. Auch Biografisches über Interlinguisten ist zu finden.
Als Nachfolgeformat entstand ein Interlinguistisches Blog (Siehe Offizielle Homepage der GIL).

## Vorstand
Der im November 2020 gewählte Vorstand:
- Vorsitzende: Sabine Fiedler (Anglistin, Universität Leipzig)

- Stellvertretender Vorsitzender: Cyrill Robert Brosch (Lexikograf, Berlin-Brandenburgische Akademie der Wissenschaften)

- Mitglieder: Rudolf-Josef Fischer (Mathematiker, Sprachwissenschaftler, Nordwalde), Cornelia Mannewitz (Slawistin, Universität Greifswald), Velimir Piškorec (Sprachwissenschaftler, Universität Zagreb), Mira Sarikaya (Promovierende Sprachwissenschaftlerin, Universität Hamburg)

## Ehrenmitglieder
- Jürgen Scharnhorst (1929–2014)[26]

- Johannes Klare (1930–2022)[27]

## Geschichte

### Der GIL-Vorläufer - Fachgruppe Interlinguistik/Esperantologie im Kulturbund der DDR
1970 wurde die Fachgruppe Interlinguistik/Esperantologie im Deutschen Kulturbund auf Initiative des Zentralen Arbeitskreises Esperanto im Kulturbund gegründet, um verbreiteten Vorurteilen zum Esperanto wissenschaftlich fundiert entgegentreten zu können, die Teilbereiche der Sprachwissenschaft Interlinguistik und Esperantologie zu profilieren und Sprachwissenschaftler für eine systematische wissenschaftliche Arbeit in diesen Bereichen zu gewinnen.
Der „Nestor der Baltistik in der DDR“ und bekannte Polonist Viktor Falkenhahn (1903–1987) übernahm den Vorsitz der Fachgruppe (1970–1981), und der junge später international anerkannte Interlinguist Detlev Blanke (1941–2016), der 1964 das erste Interlinguistik-Seminar an einer DDR-Universität in Rostock organisiert hatte, wurde ihr Sekretär (1970–1990).
Die Fachgruppe wollte „Stimulator für Forschungen von kompetenterer Seite“ sein, sich mit der Vorstellung und Besprechung von Standardwerken, mit der Motivierung einer Plansprache, ihrer Struktur in Abhängigkeit von ihrer Funktion, der Lexik des Esperanto und den Entwicklungstendenzen dieser Plansprache befassen. Es sollte eine Studie zum Gegenstand der Interlinguistik und Esperantologie sowie eine Leitbibliografie dazu erarbeitet werden.
Diese Aufgaben wurden erfüllt. Nach Viktor Falkenhahn übernahmen 1981–1986 der Sprach- und Kommunikationswissenschaftler Georg Friedrich Meier (1919–1992) und 1987–1990 der Slawist und Lexikograph am Zentralinstitut für Sprachwissenschaft der Akademie der Wissenschaften Ronald Lötzsch (1931–2018) den Vorsitz der Fachgruppe.
Besonders wirksam waren die 9 Interlinguistik-Seminare, die die Fachgruppe 1979 bis 1988 in Ahrenshoop veranstaltete (einmal in Zempin/Usedom) mit insgesamt 300 Teilnehmern, vorwiegend Linguisten, die zu Vorträgen an ihren Hochschulen, zur Betreuung von Hochschularbeiten und Publikationen angeregt wurden.
Blanke resümierte: „Nach Inhalt und Programmstruktur handelte es sich in Wirklichkeit um linguistische Fachkolloquien. Fasst man die Ergebnisse zusammen, so spielten die Seminare eine wichtige Rolle für die Entwicklung der Interlinguistik in der DDR,.“
Zu den Referenten gehörten außer Viktor Falkenhahn, Ronald Lötzsch und Georg Friedrich Meier Joachim Dietze, Catharin El-Solami-Mewes, Karl Gutschmidt, Gerda Haßler, Frank Häusler, Johannes Irmscher, Erich-Dieter Krause, Hans-Jürgen Mattusch, Claudia Perlick, Manfred Uesseler, Till Dahlenburg,.Sabine Fiedler, zu den Teilnehmern Cornelia Mannewitz und Heidemarie Salevsky.

### Gründung und Entwicklung der GIL
Die GIL wurde am 6. April 1991 im Ostberliner Klub der Kulturschaffenden von 14 Personen gegründet, die vorher der Fachgruppe Interlinguistik/Esperantologie Im Kulturbund der DDR angehörten bzw. mit ihr in Verbindung standen, unter ihnen Ulrich Becker, Detlev und Wera Blanke, Sabine Fiedler, Gerda Häusler, Ronald Lötzsch, Max Hans-Jürgen Mattusch, Wolfgang Schwarz, Paul String und Fritz Wollenberg.
Sehr bald wurde aus der ostdeutschen Gründung eine gesamtdeutsche Gesellschaft mit starker internationaler Beteiligung. Damit nahm die GIL auch weitere Traditionen auf.
Werner Bormann (1931–2013), der schon auf der 2. GIL-Tagung 1992 referierte (Souveränitätsverzicht und Sprachverwendung) und bald Vorstandsmitglied der GIL wurde, war Lehrbeauftragter für Interlinguistik an der Universität Hamburg und der Sohn des Interlinguisten Artur Bormann (1903–1986), der in Flensburg 1952 die Gesellschaft für internationale Sprache (GIS) gegründet hatte, sie viele Jahre leitete und 1957–1984 die Zeitschrift Interlingistika Informa Servo (IIS) herausgab (Esperanto, z. T. Deutsch). Werner Bormann war 1985–2004 Vorsitzender der GIS und sorgte dafür, dass nach Auflösung des Vereins das Vermögen an die GIL übergeben wurde.
Ilona Koutny verkörpert in der GIL eine Traditionslinie, die zurückgeht auf das Wirken des bedeutenden ungarischen Interlinguisten István Szerdahelyi (1924–1987) der an der Universität Eötvös Loránd in Budapest seit den 1960er Jahren bis zu seinem Tod den Fachbereich Interlinguistik und Esperantologie am Lehrstuhl für Angewandte Sprachwissenschaft leitete und Esperanto-Diplomlehrer für ungarische Gymnasien ausbildete.
Koutny studierte Sprachwissenschaft an der Budapester Eötvös-Universität, wo sie auch promoviert wurde. Sie übernahm 1987 Szerdahelyis Lehrstuhl für Esperanto und Linguistik. 2009 habilitierte sie sich an der Adam-Mickiewicz-Universität Posen (UAM), wo sie das Aufbaustudium Interlinguistik begründete.
Diese, einige bereits oben genannte und weitere Wissenschaftler prägten bzw. prägen mit ihrer interlinguistischen Tätigkeit das Profil der GIL.